# Lalașinț
Lalașinț – wieś w Rumunii, w okręgu Arad, w gminie Bârzava. W 2011 roku liczyła 352 mieszkańców. 